# Генк Фельдмеєр
Йоганнес Гендрік Фельдмеєр (нід. Johannes Hendrik Feldmeijer; нар. 30 листопада 1910, Ассен — пом. 22 лютого 1945, Ралте) — нідерландський нацистський політик, член Націонал-соціалістичного руху і Ваффен-СС. 

## Життєпис
Вивчав математику та природничі науки в Гронінгенському університеті, але не закінчив навчання і присвятив себе націонал-соціалізму. Вже у віці 21 року вступив до лав Націонал-соціалістичного руху в Нідерландах, де належав до його народницького крила.
Восени 1939 року розпочав створення «Муссертової гвардії», ставши її керівником. Після німецького нападу на Нідерланди у травні 1940 року заснував та очолив у вересні того ж року «Нідерландські СС».
Під час Другої світової війни дислокувався на Балканах і на Східному фронті. Серед іншого відзначений Залізним хрестом. Також був причетний до злочинів проти цивільного населення Нідерландів, обіймаючи відповідальну посаду. Зокрема, керував репресіями у відповідь на напади нідерландського руху опору. Акт помсти дістав назву «Зондеркомандо Зільбертанне» (нім. Sonderkommando Silbertanne) і проводився під спеціальним командуванням Фельдмеєра. У цій операції було розстріляно до 54 мирних жителів. Фельдмеєр загинув по дорозі на фронт, коли пілот союзницького винищувача спалив його машину.